# Savolax och Karelens län
Savolax och Karelens län var ett svenskt län i Finland 1775–1809 och län i Storfurstendömet Finland 1809–1831. Savolax och Karelens län bildades 1775 av en del av Savolax och Kymmenegårds län. År 1831 förenades de södra delarna till S:t Michels län och återstoden bytte då namn till Kuopio län.
|  |  |  |  |

## Landshövdingar
- Otto Ernst Boije 1775–1781
- Georg Henrik von Wright 1781–1786
- Simon Vilhelm Carpelan 1786–1791
- Anders Johan Ramsay 1791–1803
- Eric Johan von Fieandt 1803
- Olof Wibelius 1803–1809
- Simon Vilhelm Carpelan 1809–1810
- Gustaf Aminoff 1810–1827
- Carl Klick 1828–1829
- Lars Sacklen 1829–1831